# The Empire Strikes First
The Empire Strikes First est le treizième album de Bad Religion, sorti le 8 juin 2004 chez Epitaph. Le titre de cet album, à la fois inspiré de la Doctrine Bush et de guerre préventive qu'elle propose, constitue une référence au deuxième volet de Star Wars, L'Empire contre-attaque (en anglais, The Empire Strikes Back). L'enregistrement a eu lieu dans le studio Sound City à Los Angeles.

## Liste des morceaux
| No  | Titre                                 | Durée |
| --- | ------------------------------------- | ----- |
| 1.  | Overture                              |       |
| 2.  | Sinister Rouge                        |       |
| 3.  | Social Suicide                        |       |
| 4.  | Atheist Peace                         |       |
| 5.  | All There Is                          |       |
| 6.  | Los Angeles Is Burning                |       |
| 7.  | Let Them Eat War                      |       |
| 8.  | God's Love                            |       |
| 9.  | To Another Abyss                      |       |
| 10. | The Quickening                        |       |
| 11. | The Empire Strikes First              |       |
| 12. | Beyond Electric Dreams                |       |
| 13. | Boot Stamping On A Human Face Forever |       |
| 14. | Live Again - The Fall Of Man          |       |

## Composition du groupe pour l'enregistrement
- Greg Graffin, chanteur
- Brett Gurewitz, guitariste
- Greg Hetson, guitariste
- Brian Baker, guitariste
- Jay Bentley, bassiste
- Brooks Wackerman, batteur